# Ainaloa
Ainaloa est une zone de recensement des États-Unis située dans le district de Puna du comté de Hawaï de l'État du même nom, dans le Sud-Est de l'île d'Hawaï.
La localité se trouve sur les flancs du Kīlauea, au nord-est de sa caldeira sommitale.

## Démographie
| Groupe            | Ainaloa | Hawaï | États-Unis |
| ----------------- | ------- | ----- | ---------- |
| Métis             | 39,8    | 23,6  | 2,9        |
| Blancs            | 28,8    | 24,7  | 72,4       |
| Océaniens         | 14,7    | 10,0  | 0,2        |
| Asiatiques        | 14,4    | 38,6  | 4,8        |
| Autres            | 1,2     | 1,3   | 6,2        |
| Afro-Américains   | 0,6     | 1,6   | 12,6       |
| Amérindiens       | 0,5     | 0,3   | 0,9        |
| Total             | 100     | 100   | 100        |
|                   |         |       |            |
| Latino-Américains | 19,0    | 8,9   | 16,7       |

Selon l'American Community Survey, pour la période 2011-2015, 89,08 % de la population âgée de plus de 5 ans déclare parler l'anglais à la maison, 4,46 % déclare parler une langue polynésienne, 2,57 % le japonais, 0,54 % le coréen et 0,36 % une autre langue.
| 2000 | 2010  | - | - | - | - |
| ---- | ----- | - | - | - | - |
| 996  | 2 965 | - | - | - | - |